# Espanha nos Jogos Olímpicos de Verão de 1996
Espanha participou dos Jogos Olímpicos de Verão de 1996 em Atlanta, Estados Unidos.

## Desempenho

### Atletismo
Masculino
| Prova      | Atleta | Preliminares | Preliminares | Quartas     | Quartas     | Semifinal   | Semifinal   | Final       | Final       |
| Prova      | Atleta | Marca        | Posição      | Marca       | Posição     | Marca       | Posição     | Marca       | Posição     |
| ---------- | ------ | ------------ | ------------ | ----------- | ----------- | ----------- | ----------- | ----------- | ----------- |
| Frutos Feo | 100 m  | 10s56        | 4º/bat. 12   | Não avançou | Não avançou | Não avançou | Não avançou | Não avançou | Não avançou |